# München Mord: Einer, der’s geschafft hat
Einer, der’s geschafft hat ist ein deutscher Fernsehfilm von Anno Saul aus dem Jahr 2017. Es handelt sich um die fünfte Folge der Kriminalfilmreihe München Mord mit Bernadette Heerwagen, Alexander Held und Marcus Mittermeier in den Hauptrollen.

## Handlung
Das Ermittlungsteam Hauptkommissar Ludwig Schaller und die beiden Kriminaloberkommissare Angelika Flierl und Harald Neuhauser treffen einander beim Judo-Training. Neuhauser soll anschließend an einem Anti-Aggressionstraining teilnehmen, doch er behauptet, dafür bestehe kein Anlass. Da erreicht Flierl und Neuhauser ein Funkspruch, in einer Villa in Starnberg sei eingebrochen worden. Sofort machen sich die beiden auf den Weg. Als sie dort eintreffen, flüchtet der vermeintliche  Täter gerade. Flierl kann sich gerade noch das Kennzeichen des Fluchtwagens notieren. Es gehört zum Fuhrpark des Unternehmers Petr Horvath, der eine Fabrik für Feinmechanik aufgebaut hat, die international einen guten Ruf genießt und auch das Verteidigungsministerium beliefert. In der Villa finden die beiden Polizisten den Unternehmer schwer verletzt, er hat viel Blut verloren und wird ins Spital gebracht.
Flierl und Neuhauser besuchen das Unternehmen Horvaths. In einer der Lagerhallen werden gerade Hilfsgüter gesammelt. Die beiden Polizisten erfahren, dass Horvath selbst im Jahr 1984 aus der Tschechoslowakei geflohen sei und dabei seine Familie verloren habe. Seither setze er sich für Flüchtlinge ein.
Flierl und Neuhauser laden Horvaths Sekretärin, die sie in der Villa angetroffen haben, zum Verhör ins Kommissariat. Die Sekretärin hatte einen Schlüssel zum Haus und verständigte von dort aus die Polizei. Sie gibt an, von einem Kunden angerufen worden zu sein, dass Horvath zu einer Besprechung nicht erschienen sei. Daraufhin habe sie nach dem Rechten gesehen und Horvath schwer verletzt aufgefunden.
Der Dienststellenleiter Kriminaloberrat Helmut Zangel stellt Neuhauser zur Rede, weil er das Anti-Aggressionstraining nicht angetreten hat. Er will das unliebsame Team um Hauptkommissar Schaller endlich loswerden, nachdem er es schon in den Keller der Dienststelle verbannt hat. Doch Neuhauser und Flierl lassen sich nicht beirren und durchsuchen nochmals die Villa Horvaths. Sie treffen dort Schaller an. Dieser hat eine Kamera entdeckt und will sich die Überwachungsvideos ansehen. Die Bänder scheinen jedoch gelöscht worden zu sein. Sie werden zur Wiederherstellung den Spezialisten der Kriminalpolizei anvertraut.
Das Team erfährt, dass Horvaths Wunden bei der Einlieferung ins Krankenhaus schon verkrustet waren. Der Überfall muss also schon am Tag davor stattgefunden haben. Dabei wird die Rolle der Sekretärin immer undurchsichtiger.
Schaller trifft im Park einen Informanten. Von ihm erfährt er, dass Horvath nach seiner Flucht acht Jahre lang Dozent an der Universität München gewesen war und danach sein Unternehmen gegründet hatte. Er beschließt, zusammen mit Flierl und Neuhauser nochmals Horvaths Villa zu durchsuchen. Dabei fällt ihm ein Bild auf, auf dem Horvaths Familie beim Grillen zu sehen ist. Neben Horvath mit dessen Frau und Tochter ist noch ein weiterer Mann abgebildet. Schaller macht mit seinen Mitarbeitern an Ort und Stelle eine Aufstellung der Familie. Dabei fällt ihm die Spannung auf, die zwischen den beiden Männern auf dem Bild herrscht. Anschließend fahren alle drei in den Bayerischen Wald an die tschechische Grenze, an der sich die Flucht Horvaths abgespielt haben soll. Während Flierl und Neuhauser sich den Grenzort ansehen, geht Schaller zu einer Friseurin und lässt sich die Haare schneiden. Von der Friseurin erhofft er sich Informationen über Horvaths Flucht. Tatsächlich erzählt sie ihm von einer Familie, die 1984 mit einem gestohlenen Auto im Regen in einen Fluss gefahren sei. Die Leiche der Frau fand man später kilometerweit flussabwärts, das Kind wurde nie gefunden. Flierl und Neuhauser erfahren inzwischen von einer fast skelettierten männlichen Leiche, die vor kurzer Zeit bei Baggerarbeiten am Flussufer gefunden worden war. Sie fahren mit Schaller weiter an den Grenzfluss, wo sie jedoch eine Reifenpanne haben. Während Neuhauser den Reifen wechselt, treffen Flierl und Schaller auf Alois Schneider, der sofort auf die beiden schießt. Als sich Schaller als Polizist zu erkennen gibt, erzählt Schneider, dass er sich vor Immobilienhaien schützen wollte, die hier in der Gegend den Ansiedlern die Grundstücke abjagen würden. Es stellt sich heraus, dass Alois Schneider der Besitzer des Fluchtwagens war, mit dem Horvath und seine Familie damals in den Fluss stürzten. Alois war aber zu dieser Zeit gar nicht anwesend, sein Bruder Fritz hat den Flüchtlingen den Wagen zur Verfügung gestellt. Fritz Schneider war damals Zollbeamter an der tschechoslowakischen Grenze in Eisenstein und er verdingte sich als Fluchthelfer. Nach den Vorfällen von 1984 erschien er jedoch nicht mehr zum Dienst und wurde von niemandem mehr gesehen, auch von seinem Bruder Alois nicht.
Von Fritz Schneiders Frau Edeltraud fehlte nach dessen Verschwinden ebenfalls jede Spur. Angelika Flierl findet jedoch Hinweise auf ein Paar namens Fritz und Edeltraud Leiss. Leiss war der Mädchenname von Schneiders Frau. Das Team besucht die Familie Leiss und erfährt, dass Fritz Schneider tatsächlich unter dem Mädchennamen seiner Frau ein neues Familienleben aufgebaut hat. Seit zwei Jahren ist Fritz jedoch tot, er starb an Lungenkrebs. Das Paar hat eine Tochter namens Bianca deren Tochter an Leukämie erkrankt ist und derzeit im Krankenhaus liegt. Deshalb versucht Tochter Bianca einen passenden Knochenmarkspender zu finden.
Fingerabdrücke haben ergeben, dass die Sekretärin Horvaths nicht nur kurze Zeit in seiner Villa verbracht hat. Offensichtlich war sie im gesamten Haus und hat überall Spuren hinterlassen. Neuhauser sagt ihr auf den Kopf zu, dass sie in Horvaths Bett war. Die Sekretärin gibt aber nur zu, dass sie zusammen mit ihrem Freund Holger die Villa oft für ein Stelldichein benutzt hat, wenn ihr Chef nicht da war. Die beiden haben dort die Sauna und den Pool für sich benutzt. Holger war dabei, als Horvath gefunden wurde und hat beim Eintreffen von Flierl und Neuhauser die Flucht ergriffen. Zuvor hatte er hat die Überwachungsbänder gelöscht, um seine Anwesenheit zu verschleiern und hat damit gleichzeitig auch die Videoaufzeichnung der Tat vernichtet.
Da Horvaths noch nicht aus dem Koma aufgewacht und vernehmungsfähig ist, recherchiert Schaller in Tschechien über dessen Vergangenheit. Er findet heraus, dass Horvaths Mutter noch lebt. Er beschließt, sie im Altersheim in Tschechien zu besuchen. Dort erfährt er, dass die alte Frau an Demenz leidet. Sie sagt, dass Petr immer Hunger habe und ein geschickter Junge sei, aus dem noch etwas werden könne. Schaller zeigt ihr das Familienfoto, das beim Grillen aufgenommen wurde. Sie erkennt darauf Jan Tomek, Petrs besten Freund. Schaller wird klar, dass der Überfallene in der Villa nicht Horvath, sondern Jan Tomek sein muss. Das Angebot der Ludwig-Maximilians-Universität an Horvath hat Tomek, der bis dahin immer nur Assistent war, angenommen und ist in dessen Rolle geschlüpft.
Der Tote von der Baustelle könnte also Horvath sein. Flierl fährt zu Schaller an die Grenze nach Eisenstein. Nochmals besuchen beide die Unfallstelle am Fluss und waten durchs Wasser, um die Strömung im Grenzfluss zu testen.
Neuhauser untersucht die inzwischen wiederhergestellten Überwachungsvideos aus Horvaths Villa. Darauf ist zu erkennen, dass Schneiders Tochter Bianca Leiss den angeblichen Horvath in seiner Villa besucht hatte. Ihr war nicht bewusst, dass es sich in Wirklichkeit um Jan Tomek handelte. Sie wollte ihren Vater um eine Knochenmarksspende bitten, die ihrer Tochter das Leben gerettet hätte. Bei den Tests stellte sich jedoch heraus, dass dieser Mann nicht mit ihr verwandt war. Sie konfrontierte Tomek mit diesen Tatsachen. Im Streit schlug sie ihn mit einer Skulptur nieder.
Tomek, wieder bei Bewusstsein, gesteht Schaller im Krankenhaus die gesamte Geschichte. Der Wagen des Ehepaars Horvath war während eines Streits vom Weg abgekommen und in den Fluss gestürzt. Tomek musste Horvath damals am Fluss in einer Grube verscharren, um seine Identität annehmen zu können. Horvaths Tochter Bianca kam erst später über die Grenze. Sie wurde im Unterbau einer Statue des Hl. Nepomuk geschmuggelt, die während einer Prozession über die Grenze getragen worden war. Sie wurde nach dem Tod ihrer Eltern vom Ehepaar Leiss aufgenommen und als deren Tochter ausgegeben. Flierl spricht inzwischen mit Horvaths Tochter und erzählt ihr von ihrer Großmutter im Heim, die als Knochenmarksspenderin in Frage kommt.
Während das Team im Außeneinsatz ermittelte, hatte der Dienststellenleiter Helmut Zangel einen Plan geschmiedet, das Team endlich zu sprengen. Er will Schaller eine Beförderung verschaffen und glaubt, so das Team loswerden zu können. Schaller zerreißt jedoch das Angebot und nimmt Zangels Angebot nicht an. Das Team wird also weiterhin zusammenbleiben und auf seine Art Fälle lösen.

## Nebenhandlung
Neuhauser erfährt von seiner ehemaligen Freundin Moni, mit der er vor 15 Jahren eine Beziehung hatte, dass aus dieser Verbindung ein Kind hervorgegangen sei. Der Junge namens Simon sei jetzt 14 Jahre alt und wolle seinen Vater endlich treffen. Neuhauser beschließt, einen Vaterschaftstest zu machen, und nachdem dieser positiv verlaufen ist, trifft er sich mit seinem Sohn. Simon ist jedoch in seinem Alter nicht mehr an einer neuen Vaterfigur interessiert.

## Rezeption

### Einschaltquoten
Insgesamt wurde die Folge von 6,76 Millionen Zuschauern verfolgt, was einen Marktanteil von 21,2 Prozent entspricht. Von den jüngeren Zuschauern entschieden sich 13,1 Prozent, also etwa 1,34 Millionen, für diesen Krimi-Film.

### Kritiken
Rainer Tittelbach von tittelbach.tv zieht folgendes Urteil zu dieser Folge: „Auch ‚Einer der’s geschafft hat‘ […] unterscheidet sich angenehm von all den Gebrauchskrimis, die das Programm überfluten. Dank der seltsamen Methoden von Querdenker Schaller sieht man sich als Zuschauer bald konfrontiert mit einer komplexen Geschichte um eine Beziehungstat, einen Autounfall, einen vergrabenen Toten, um Schleuser und Geschleuste, um Identitätswechsel und zweite Chancen. Der Film besitzt die für diese Reihe so typische ironische Note, lebt von seinen trockenen Charakteren. Atmosphärisch, abwechslungsreich, unaufdringlich ist die filmische Anmutung: Akzentuierte Zeit und entschleunigte Montage bestimmen den Erzählfluss.“